# ناحیه یاس‌آپاتی
ناحیهٔ یاس‌آپاتی (به مجاری: Jászapáti járás) یک ناحیه در مجارستان است که در یاس-نادی‌کون-سولنوک واقع شده‌است. ناحیهٔ یاس‌آپاتی ۵۴۴٫۴۵ کیلومتر مربع مساحت و ۳۳٬۱۷۲ نفر جمعیت دارد.